# 나아람
나아람(1984년 1월 9일 ~ )은 대한민국의 가수이다. 2008년 홀라당의 메인 보컬로 데뷔했다. 이후 2012년 식스밤의 메인 보컬과 듀오플로를 거쳐 2013년 《보이스 코리아 시즌2》에 출연한 후 솔로로 활동, 나박사운드 프로젝트도 진행했었다.

## 그룹 음반
- 2008년 홀라당 Spotlight
- 2009년 홀라당 Remember
- 2009년 드림 Dream (Feat. 김재우, 박상민)
- 2012년 식스밤 Six Bomb Frist Mini Album
- 2013년 듀오플로 월급날 (Feat. 업타운 스티브)
- 2014년 듀오플로 겨울소녀 (Feaf. 유세윤)

## 솔로 음반
- 2013년 왜 날 니여자로 만드니
- 2013년 그런사람이 난 그립습니다
- 2013년 내 남자가 웁니다 (With 오윤혜)
- 2013년 이별선물 (With 션 리)
- 2014년 Don't Know Y (With 션 리)
- 2014년 바라만 보아도 좋은 사람
- 2014년 내가 사랑한단 말이야
- 2015년 헤어졌잖아
- 2015년 새벽공기 EP
- 2015년 나 같을까
- 2016년 The Time Is Passing By
- 2016년 스쳐 (Feat. Huckleberry P)
- 2016년 너랑 살고 싶어
- 2016년 Lay It Down (Feat. Huckleberry P)
- 2016년 Summer Night (With 벤티)
- 2016년 Chill해
- 2016년 두 여자 (With 오윤혜) (Feat. Huckleberry P)
- 2017년 Psalms38
- 2017년 Ennui (With Seha)
- 2017년 Hunk gallery
- 2017년 Relax (Feat. 해쉬스완)
- 2018년 꿈길 (With. JMELLOW)